# جيرارد جوردو
جيرارد جوردو (بالهولندية: Gerard Gordeau؛ مواليد 30 مارس 1956) هو مُقاتل فنون قتالية مختلطة هولندي.

## وصلات خارجية
- جيرارد جوردو على موقع يو إف سي (الإنجليزية)
- جيرارد جوردو على موقع شيردوغ (الإنجليزية)
- جيرارد جوردو على موقع Tapology.com (الإنجليزية)
- جيرارد جوردو على موقع CageMatch worker (الإنجليزية)
- جيرارد جوردو على موقع IMDb (الإنجليزية)
- جيرارد جوردو على موقع قاعدة بيانات الفيلم (الإنجليزية)